# Ponte (Barxa de Lor)
Ponte (llamada oficialmente A Ponte) es una aldea española actualmente despoblada, que forma parte de la parroquia de Barxa de Lor, del municipio de Puebla del Brollón, en la provincia de Lugo, Galicia.

## Geografía
Está situado a 292 metros de altitud, en el interior de un meandro del río Lor, que rodea el lugar por el norte, este y sur.

## Demografía
| Gráfica de evolución demográfica de Ponte entre 2000 y 2019 |
|                                                             |
| Datos según el nomenclátor publicado por el INE.            |

## Patrimonio
En A Ponte se encuentran la iglesia parroquial de Barxa de Lor y el cementerio. También se encuentra el puente de A Barxa, de origen medieval, que une Barxa de Lor con Quintá de Lor, en el municipio de Quiroga, y por el que pasa el Camino de Santiago de Invierno.